# (500604) 2012 UG123
(500604) 2012 UG123 es un asteroide perteneciente al cinturón de asteroides descubierto el 19 de noviembre de 2001 por el equipo del Lincoln Near-Earth Asteroid Research desde el Laboratorio Lincoln, Socorro, Nuevo México, Estados Unidos.

## Designación y nombre
Designado provisionalmente como 2012 UG123.

## Características orbitales
2012 UG123 está situado a una distancia media del Sol de 3,120 ua, pudiendo alejarse hasta 3,355 ua y acercarse hasta 2,886 ua. Su excentricidad es 0,075 y la inclinación orbital 8,080 grados. Emplea 2013,51 días en completar una órbita alrededor del Sol.

## Características físicas
La magnitud absoluta de 2012 UG123 es 16,3. 